# Donnola (araldica)
In araldica la donnola, come la faina, è simbolo di rapacità.

## Posizione ordinaria
La donnola si presenta passante o rampante; e dunque, data l'alternativa, dev'essere blasonata sempre. Talvolta regge in bocca un rametto di ruta, per la credenza che questa pianta salvasse dai morsi venefici.

D'argento, alla donnola di rosso (Ébreuil, Francia)
Di rosso, alla donnola d'argento (Belgentier, Francia)
Donnola corrente d'argento (ex distretto di Ress, Wesel, Germania)